# Padilla armata
Padilla armata är en spindelart som beskrevs av George William Peckham och Elizabeth Maria Gifford Peckham 1894. Padilla armata ingår i släktet Padilla och familjen hoppspindlar. Inga underarter finns listade i Catalogue of Life.